# Blanca Hervás
Blanca Hervás Rodríguez (* 30. September 2002 in Madrid) ist eine spanische Leichtathletin, die sich auf den Sprint spezialisiert hat.

## Sportliche Laufbahn
Erste internationale Erfahrungen sammelte Blanca Hervás, die ein Studium an der University of Miami absolvierte, im Jahr 2022, als sie bei den Mittelmeerspielen in Oran in 54,23 s den sechsten Platz im 400-Meter-Lauf belegte. Im Jahr darauf gewann sie bei den U23-Europameisterschaften in Espoo in 3:31,11 min mit der spanischen 4-mal-400-Meter-Staffel die Bronzemedaille hinter den Teams aus Frankreich und der Schweiz. Bei den World Athletics Relays 2024 in Nassau sicherte sie der Staffel einen Startplatz bei den Olympischen Spielen in Paris und verpasste in der Mixed-Staffel eine Direktqualifikation. Anschließend belegte sie bei den Europameisterschaften in Rom in 3:26,94 min den siebten Platz mit der Frauenstaffel. Im August verpasste sie bei den Olympischen Sommerspielen in Paris mit 3:28,29 min den Finaleinzug mit der Staffel. Im Jahr darauf schied sie bei den Halleneuropameisterschaften in Apeldoorn mit 52,32 s in der ersten Runde über 400 Meter aus und belegte mit der Staffel in 3:25,68 min den vierten Platz.
2024 wurde Hervás spanische Meisterin in der 4-mal-400-Meter-Staffel.

## Persönliche Bestzeiten
- 400 Meter: 51,68 s, 21. Juni 2024 in Madrid
  - 400 Meter (Halle): 51,44 s, 23. Februar 2025 in Madrid